# TX Близнецов
TX Близнецов (лат. TX Geminorum) — двойная затменная переменная звезда типа Алголя (EA:) в созвездии Близнецов на расстоянии приблизительно 1972 световых лет (около 605 парсек) от Солнца. Видимая звёздная величина звезды — от +11,3m до +10m. Орбитальный период — около 2,8 суток.

## Характеристики
Первый компонент — белая звезда спектрального класса A2V. Масса — около 3,13 солнечных, радиус — около 3,32 солнечных, светимость — около 62,95 солнечных. Эффективная температура — около 8518 К.
Второй компонент — белая звезда спектрального класса A7V. Радиус — около 2,31 солнечных, светимость — около 18,18 солнечных.